# Boekencentrum Uitgevers
Boekencentrum Uitgevers is een voormalige Nederlandse uitgeverij. Het bedrijf gaf uit onder vijf imprints: Boekencentrum, Meinema, Mozaïek, Klement en Jes!.

## Geschiedenis
Het bedrijf werd in 1935 opgericht als N.V. Algemene Boekhandel voor In- en Uitwendige zending. Boekencentrum was gespecialiseerd in uitgaven op het gebied van theologie, godsdienst en kerk. De uitgeverij richtte zich op boeken, tijdschriften, bijbels, e-boeken en apps. Het was de belangrijkste uitgever van publicaties van de Protestantse Kerk in Nederland. Met de opkomst van e-boeken en tabletcomputers in Nederland werd Boekencentrum ook actief op het gebied van digitale uitgaven.
Boekencentrum was uitgever van Nederlandse auteurs zoals André Troost, Guurtje Leguijt, Mirjam van der Vegt, Bart Jan Spruyt en Els Florijn, maar ook van verscheidene buitenlandse auteurs, zoals Joel Rosenberg, James Kennedy en Irma Joubert.
Op 1 januari 2017 werd Boekencentrum Uitgevers overgenomen door VBK Uitgevers, waartoe ook reeds uitgeverij Kok behoorde en beide uitgeverijen fuseerden tot KokBoekencentrum.